# Tata Pr1ma

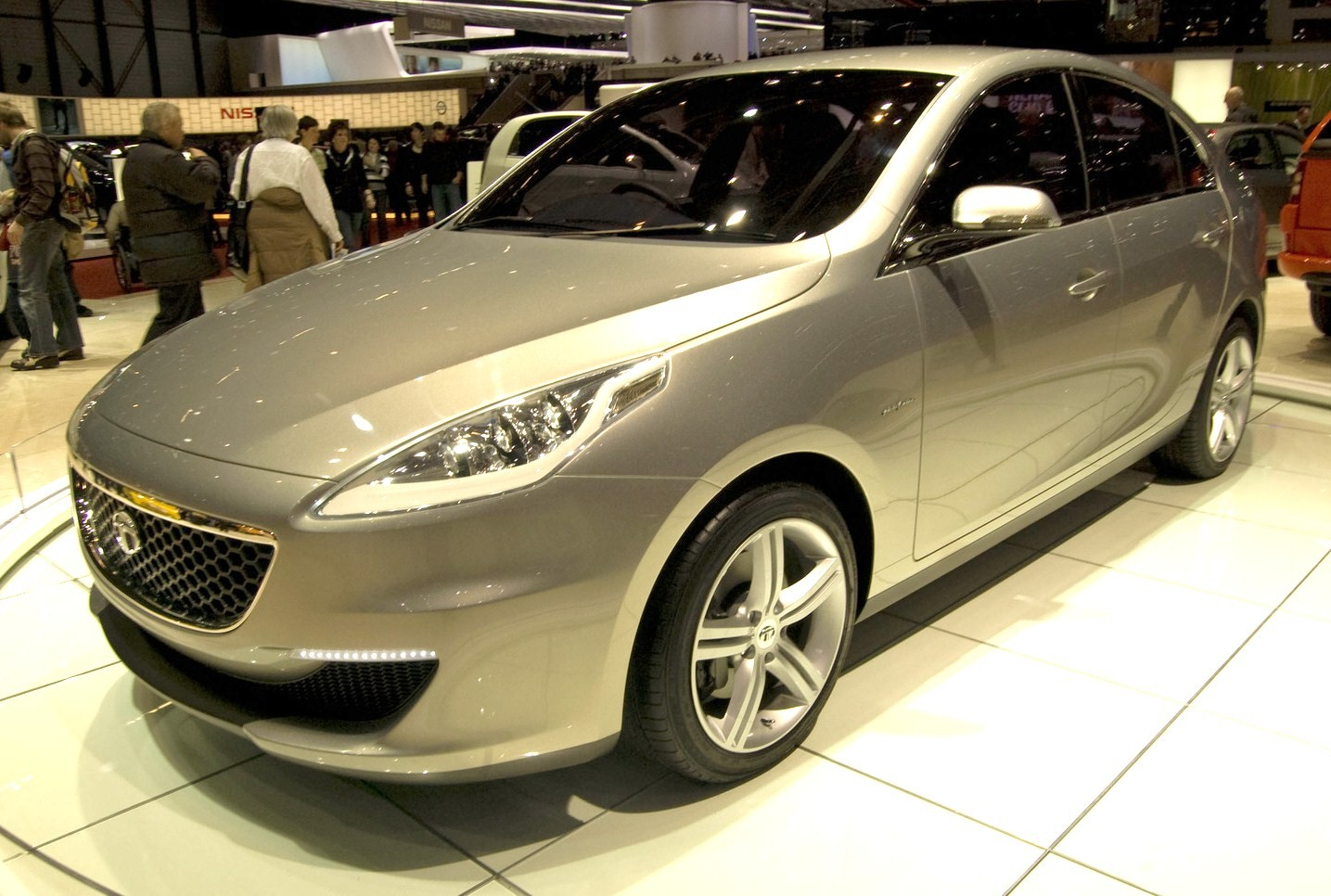
Tata Pr1ma

Der Tata Pr1ma ist ein Konzeptfahrzeug, ein luxuriöser PKW, der von Pininfarina konstruiert und von Tata Motors in Indien 2009 gebaut wurde. Er besitzt den Radstand des Indigo und wurde auf dem Genfer Auto-Salon vorgestellt.